# 中本繁
中本 繁（なかもと しげる、1951年 - ）は、長崎県出身の日本の漫画家。『ドリーム仮面』で第2回手塚賞佳作、『ガラガラウマウマ』で第3回手塚賞受賞。
代表作は『ドリーム仮面』。

## 来歴
長崎県西彼杵郡崎戸町（現在の西海市）の離島に生まれる。漫画家を志し19歳で上京、新小岩に住みながら投稿を始める。
1971年、週刊少年ジャンプに投稿した短編『ドリーム仮面』が下半期の第2回手塚賞の佳作となり、翌年の1972年には『ガラガラウマウマ』が第3回手塚賞を受賞、同賞初の正賞者となった。
1973年1月8日号から週刊少年ジャンプ本誌にて『ドリーム仮面』の連載を開始、同年8月20日号まで全33話を連載。商業連載はその1作のみで、以降は漫画界から姿を消した。
1997年に大泉実成が『消えた漫画家3』の中で同作のファンだという龐統ひろしや祖父江慎とともに『ドリーム仮面』を紹介、未単行本化だった同作を復刻版を出版したいとして当時の太田出版編集人、赤田祐一とともに行方不明の中本に呼びかけた。のち新聞の尋ね人欄で呼びかけ、2000年5月、同社よりQJマンガ選書として27年ぶりに復刻。
以降は「くるくる紙芝居友の会」を主宰、紙芝居の上演や個展を開くなどしている。また2013年には『ドリーム仮面 ぼくだけの家』として絵本が、2014年には祖父江によりパルコ出版から『ドリーム仮面』が再販された。

## 人物
中本によれば、『ドリーム仮面』連載中に精神的に追い詰められ、喘息の悪化も追い打ちをかけたあげくの廃業であり、担当編集者からは「連載を持たせてもらった新人が自分からやめるなんて初めてだ」とあきれられたという。
酒が好きで毎晩、居酒屋やスナックをハシゴして明け方まで呑んでは肉体労働のくり返しで、飯場にも10年ほどいた。ディスカウントショップの店員や工員、左官屋、ペンキ屋など職を転々とし、パチプロだったこともあった。2006年時点では新小岩の6畳と4畳半の風呂なしアパートで一人暮らしをしながら内装会社のアルバイトを15年しているが、生活は厳しいと語っている。
自身、建築現場が一番性に合っていたとし、あのまま描いていたら23、24歳で死んでいたと述懐している。

## 評価
『消えた漫画家3』で龐統は「グラフィックのセンス」の良さを上げているが、「イラストレーターに行くべき資質の人」だったと語っている。また祖父江は連載に関して「週刊誌のペースに追いつかなかったのでは」と語っている。赤田は「すべてにピントが合っている」ような絵だと評している。大泉は同書で「異色メルヘン漫画家」と名付け紹介した。
きたがわ翔は自身のブログで「ミロ、パウルクレーあたりを研究していたように思われます」と考察している。

## 単行本
- 『ドリーム仮面』(QJマンガ選書) 太田出版 2000年5月　ISBN 978-4872335040
- 『ドリーム仮面 ぼくだけの家』ビリケン出版 2013年3月　ISBN 978-4939029561　※なかもとしげる名義
- 『ドリーム仮面』パルコ出版 2014年3月 ISBN 978-4865060461

## 連載
『ドリーム仮面』週刊少年ジャンプ1973年1月8日号（No.2）- 8月20日号（No.36）
- 第1話「ドリーム仮面のクリスマス」
- 第2話「オネショライダーの巻」
- 第3話「カイボウマンの巻」
- 第4話「初夢訪問の巻」
- 第5話「恐怖の水道管の巻」
- 第6話「小さな約束の巻」
- 第7話「ドリーム大冒険の巻」
- 第8話「動物裁判の巻」
- 第9話「音楽怪獣の巻」
- 第10話「ドリーム仮面の恋の巻」
- 第11話「設計図の巻」
- 第12話「ドリーム三度笠の巻」
- 第13話「野菜ギライの巻」
- 第14話「怪人ヘベレケマンの巻」
- 第15話「雪国旅情の巻」
- 第16話「アシスタントの巻」
- 第17話「夢ドロボウの巻」
- 第18話「早く芽を出せ！の巻」
- 第19話「のら犬ポチの初恋の巻」
- 第20話「ロボット少女の巻」
- 第21話「指名手配の巻」
- 第22話「なかよし広場の巻」
- 第23話「タイムマシンの巻」
- 第24話「四本立ての夢の巻」
- 第25話「変テコな夢特集の巻」
- 第26話「エンピツ仮面の巻」
- 第27話「初恋のメロディーの巻」
- 第28話「ディスクジョッキーの巻」
- 第29話「悪夢仮面の巻」
- 第30話「地球最後の日の巻」
- 第31話「あの町この町の巻」
- 第32話「メルヘン旅行の巻」
- 第33話「銀河を越えての巻」